# Tabuyo del Monte
Tabuyo del Monte es una localidad española perteneciente al municipio de Luyego, en la provincia de León, comunidad autónoma de Castilla y León.

## Historia
En el término de la localidad se encontró un ídolo de carácter antropomorfo, reconocido como perteneciente al periodo Bronce Medio de la fachada atlántica. Este ídolo fue estudiado por el Dr. Almagro Basch y publicado dentro de la tipología Hernán-Pérez, dada por el descubrimiento durante la década de 1960 de siete ídolos de este período en la localidad Hernán-Pérez, en la Provincia de Cáceres, Extremadura. Los ídolos cuentan con una línea formal similar, representando rostros rodeados de una túnica, de tipo esquemático. Se asocian a rituales funerarios y la existencia de estos dos ídolos parece haber establecido conexiones culturales entre las regiones durante este período.
El Duque de Tabuyo, que era de Ribas de la Valduerna, señor de las tierras de Tabuyo del Monte y otros pueblos de la comarca era el dueño del pueblo.

## Cultura

### Patrimonio
Iglesia de Santiago y santuario del Santísimo Cristo: Construida en algo más de 100 años de 1703 a 1809, del templo de tres naves proyectado en su origen se pasó por motivos económicos a una nave con crucero, de la mano de por lo menos cuatro maestros de obra, siendo el primero de ellos y encargado de su traza el afamado maestro de la catedral de Astorga Manuel de Lastra. El elemento arquitectónico más característico es su torre de planta rectangular, de tres cuerpos y 36 metros de altura.
Fuente del Cristo, Ermita Nuestra Señora de las Angustias, Presa del río Valtabuyo, Pino de Vallefondo, Cuevas de Moro, Peña Corredor, La Mata y Convento de San Vicente, Valle Grande.

### Fiestas
Antruejo, Fiesta del Corpus, Fiesta de la Piedad, Fiesta del Cristo (14 y 15 de septiembre), Fiesta del Patrón Santiago (30 de diciembre).

### Gastronomía
Patatas secas, cocido, patatas con arroz y bacalao, patatas con entrecuesto, sopas de truchas, sopas de ajo, frejoles, berzas, tortilla de manzanas, bollo. Embutidos: chorizo, longaniza, salchichón, androllas, morcillas de miel.

## Galería de imágenes
|                     |
| Ermita de La Piedad |

|          |
| Escuelas |

|                            |
| Fuente en Tabuyo del Monte |